# Burial (album)
Burial – debiutancki album studyjny brytyjskiego producenta dubstepu Buriala, wydany 15 maja 2006 roku przez Hyperdub.

## Lista utworów
1. "(niezatytułowany)" - 0:36
2. "Distant" Lights - 5:26
3. "Spaceape" (feat. Spaceape) - 4:01
4. "Wounder" - 4:51
5. "Night Bus" - 1:20
6. "Southern Comfort" - 5:01
7. "U Hurt Me" - 5:22
8. "Gutted" - 4:3
9. "Forgive" - 3:07
10. "Broken Home" - 5:04
11. "Prayer" - 3:45
12. "Pirates" - 6:10
13. "(niezatytułowany)" - 0:54